# 艾福林·梅努克
艾福林·梅努克（英語：Efrim Manuel Menuck，1970年11月21日—），是一位加拿大的音樂家，1970年生於加拿大蒙特婁。他是知名傳奇後搖滾樂團Godspeed You! Black Emperor以及A Silver Mt. Zion的創團者及吉他手。他和GY!BE Bass手Thierry Amar還有Howard Bilerman, Radwan Moumneh 共同經營位於蒙特婁的Hotel2Tango錄音室，曾為許多樂團如British Sea Power、Carla Bozulich’s Evangelista、Grant Hart錄音或參與編曲。2011年5月24日，他將發行首張個人專輯《Plays “High Gospel”》。